# Csetény
Csetény is een plaats (község) en gemeente in het Hongaarse comitaat Veszprém. Csetény telt 2000 inwoners (2007).

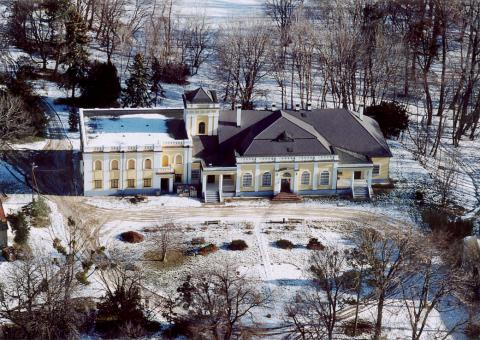
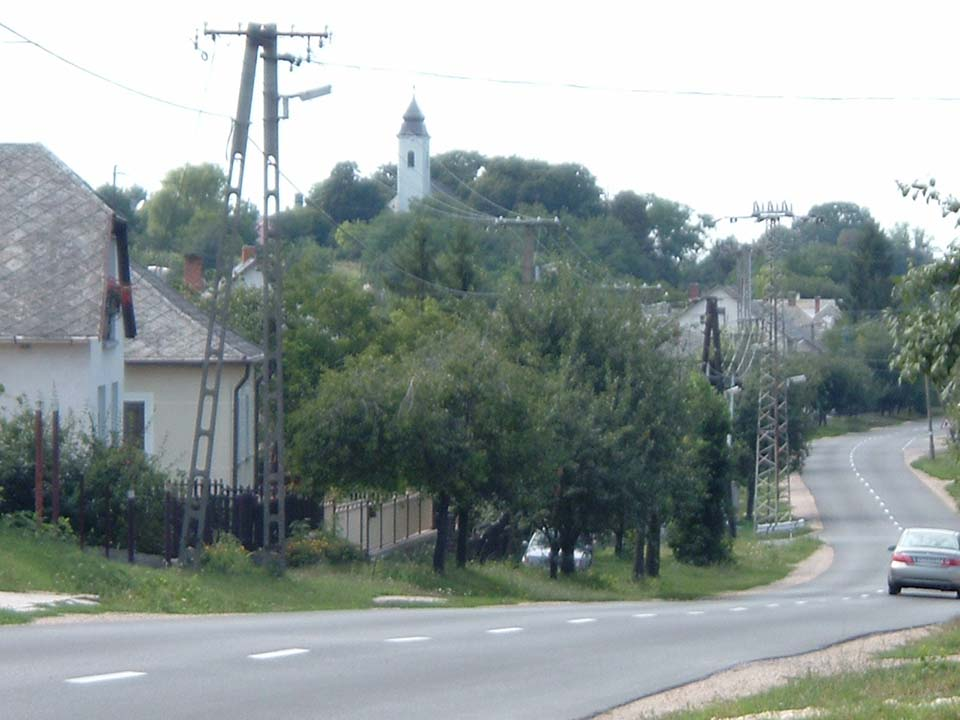